# Odînți, Kozeleț
Odînți (în ucraineană Одинці) este localitatea de reședință a comunei Odînți din raionul Kozeleț, regiunea Cernihiv, Ucraina.

## Demografie
Componența lingvistică a localității Odînți
     Ucraineană (99,25%)
     Alte limbi (0,75%)
Conform recensământului din 2001, majoritatea populației localității Odînți era vorbitoare de ucraineană (99,25%), existând în minoritate și vorbitori de alte limbi.